# Cuaespinós de Parker
El cuaespinós de Parker (Cranioleuca vulpecula) és una espècie d'ocell de la família dels furnàrids (Furnariidae).

## Hàbitat i distribució
Habita la selva pluvial de l'occident de l'Amazònia.